# Psilocybe ovoideocystidiata

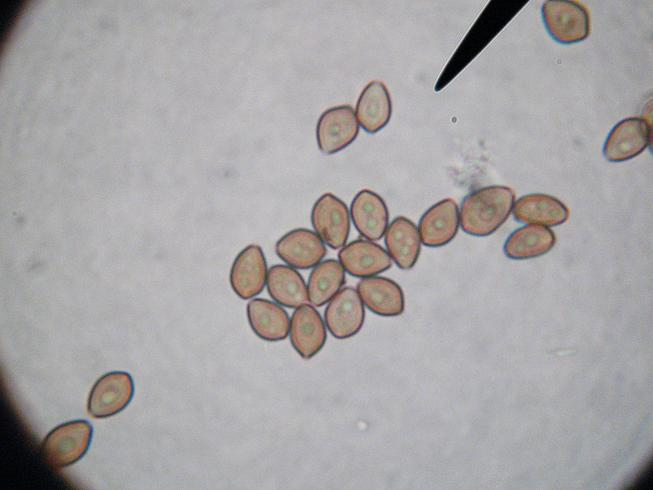
Psilocybe ovoideocystidiata Esporas

Psilocybe ovoideocystidiata es una especie de setas de psilocibina de la sección Stuntzae, que tiene psilocibina y/o psilocina como principales compuestos activos. Está estrechamente relacionado con P. subaeruginascens de Java,  P. septentrionalis de Japón y P. wayanadensis de la India. Este hongo fue documentado por primera vez por Richard V. Gaines en el condado de Montgomery, Pensilvania, en junio de 2003. Aunque a veces se confunde con Psilocybe caerulipes, se puede distinguir por sus esporas romboides, su mayor tamaño, su época de fructificación más temprana y su anillo membranoso.

## Etimología
ovoideocystidiata se refiere a los pleurocistidios y queilocistidios ovoides.

## Descripción
- Sombrero: (1) 1,5 - 5 (8) cm de ancho, convexo a subumbonado, de color castaño o marrón anaranjado a marrón amarillento a crema nacarado, higrófano, glabro, sub-viscoso, translúcido-estriado cerca del margen, de ligeramente a muy ondulado en la madurez. Durante la juventud, el sombrero suele ser muy convexo y de color marrón oscuro/negro (el tallo es blanco). Durante la madurez, toda la seta se vuelve de color marrón claro (marrón canela cuando está húmeda y beige claro cuando está seca). Los ejemplares maduros a menudo muestran de forma natural magulladuras azul-verdosas, y los ejemplares viejos y secos suelen ser totalmente negros. El aspecto puede variar significativamente entre los individuos, dependiendo de la madurez y la ubicación. Carne gruesa y flexible. Los hematomas son azules y verdes en los lugares donde se producen las lesiones.
- Láminas: adnatas y varían de blanquecinas a marrón oxidado, lavanda o marrón púrpura oscuro.
- Impresión de espora: Marrón púrpura oscuro.
- Estípite: (1,5) 3 - 9 (13) cm de largo por (2) 3 - 15 (20) mm de ancho, igual, algo subbulboso, hueco, base a veces hipogea, liso en la parte superior y a menudo con pequeños pelos cerca de la parte inferior, de color blanquecino con tonos irregulares amarillentos, parduzcos o azulados. El velo parcial es variable, desde una cortina fina que deja una zona anular apenas perceptible, hasta una membrana considerable que deja un anillo bastante persistente. Si hay un resto de velo, a menudo se encuentra cerca de la mitad del tallo (a diferencia de muchas otras especies de Psilocybe, donde se encuentra justo debajo del sombrero).
- Gusto: farinaceous
- Olor: farinaceous a picante
- Características microscópicas: Esporas de (7-) 8-9 (-12) × ( 5,5 - ) 6 - 7 (-8,5) µm, romboides a subromboides en vista frontal, subelipsoides en vista lateral, de paredes gruesas, con la pared de 0,8 a 1,5 µm de espesor. Un extremo de la espora tiene un amplio poro germinal y el otro lado tiene un corto apéndice hiliar. Hay dos tipos de queilocistidios y pleurocistidios. Un tipo de pleurocistidios mide 16 - 24 x 6 - 8 y es venstroso-rostrado. El otro tipo es más grande, de 20 - 40 micrómetros por 12 - 16 micrómetros, globoso-piriforme, a veces con un ápice estrecho y una base estrecha. Los basidios tienen 4 esporas y miden 20 - 28 × 7 - 9 µm.

## Hábitat y formación

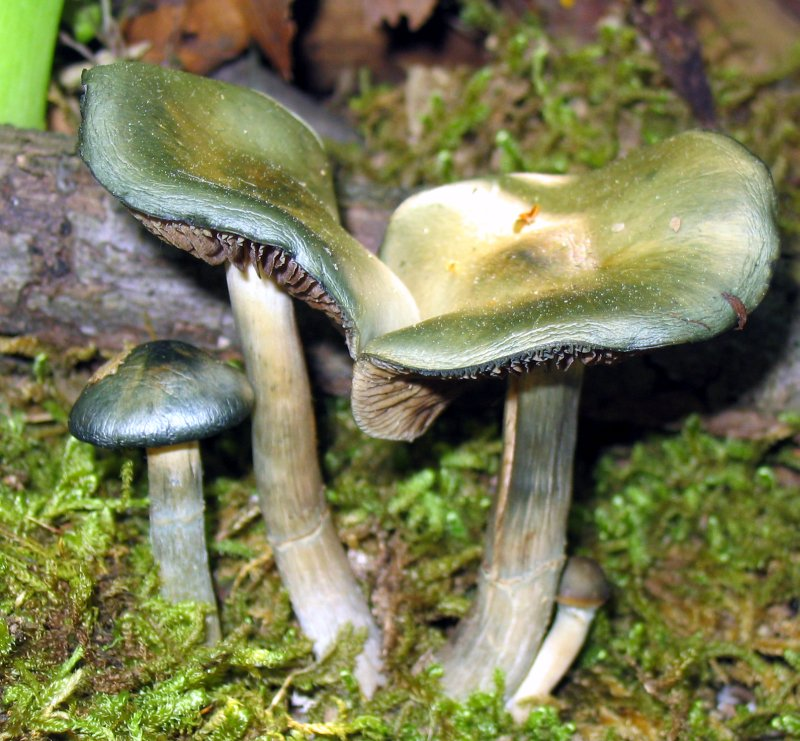
Psilocybe ovoideocystidiata salvaje

Psilocybe ovoideocystidiata es originaria principalmente del este de Estados Unidos, en un área de distribución que se extiende desde Kentucky hasta Rhode Island, pero se ha encontrado hasta el sur de Mississippi. Es especialmente común en el valle del río Ohio. Aquí se encuentra a menudo a lo largo de los ríos y arroyos, normalmente en los restos leñosos de las zonas de desbordamiento, en el mantillo hecho por el hombre y en las virutas de madera, y a veces se encuentra junto al knotweed japonés. También suele preferir las zonas de sombra y evitar la luz solar directa. Más recientemente, ha aparecido en el oeste de Estados Unidos, en los Estados del Pacífico desde el oeste de Washington hasta el sur de California, aunque sigue siendo una especie relativamente poco común en esta región. También se ha registrado en Europa, concretamente en Suiza y el sur de Alemania. Se trata de una especie de identificación relativamente reciente, pero hay indicios de que su área de distribución se está extendiendo con rapidez y está apareciendo en nuevas zonas.
Esta seta es típicamente gregaria, creciendo en grupos de varios cientos de individuos en una zona concreta, así como en múltiples grupos pequeños de varias setas cada uno, muy cerca unos de otros. En ocasiones también se dan ejemplares solitarios.
La estacionalidad varía mucho según la región en la que se encuentren, pero en el noreste de EE. UU. son más comunes en primavera, desde mediados de abril hasta finales de junio (con un pico a finales de mayo), especialmente después de periodos de lluvia durante varios días consecutivos (un patrón climático común en el este de EE. UU. durante la primavera). Sin embargo, ocasionalmente pueden fructificar hasta noviembre.